# Расширение браузера
Расширение браузера — компьютерная программа, которая в некотором роде расширяет функциональные возможности браузера. В зависимости от браузера термин может отличаться от условленных обозначений, к примеру, plug-in (плагин), add-on (дополнение) или extension (расширение). Mozilla Firefox был разработан с целью создания маленького и простого в использовании веб-браузера, который расширялся бы за счёт продвинутых функций расширений. Microsoft Internet Explorer начал поддерживать расширения начиная с 5 версии.
Следует различать аддоны и расширения. Аддоны - это например Flash, который с 2020 года в фазе удаления из браузеров, тогда как расширений много и расширения относительно популярны среди пользователей браузеров.

## Разработка
Для разработки используется обычный HTML + CSS + JavaScript, плюс API браузера, например для внедрения кода расширения в каждую страницу пользователя. С 2019 года можно использовать один и тот же код для Google Chrome, Opera, Firefox, Edge, тогда как раньше например расширение для Firefox не работало для Google Chrome.